# 허드슨강

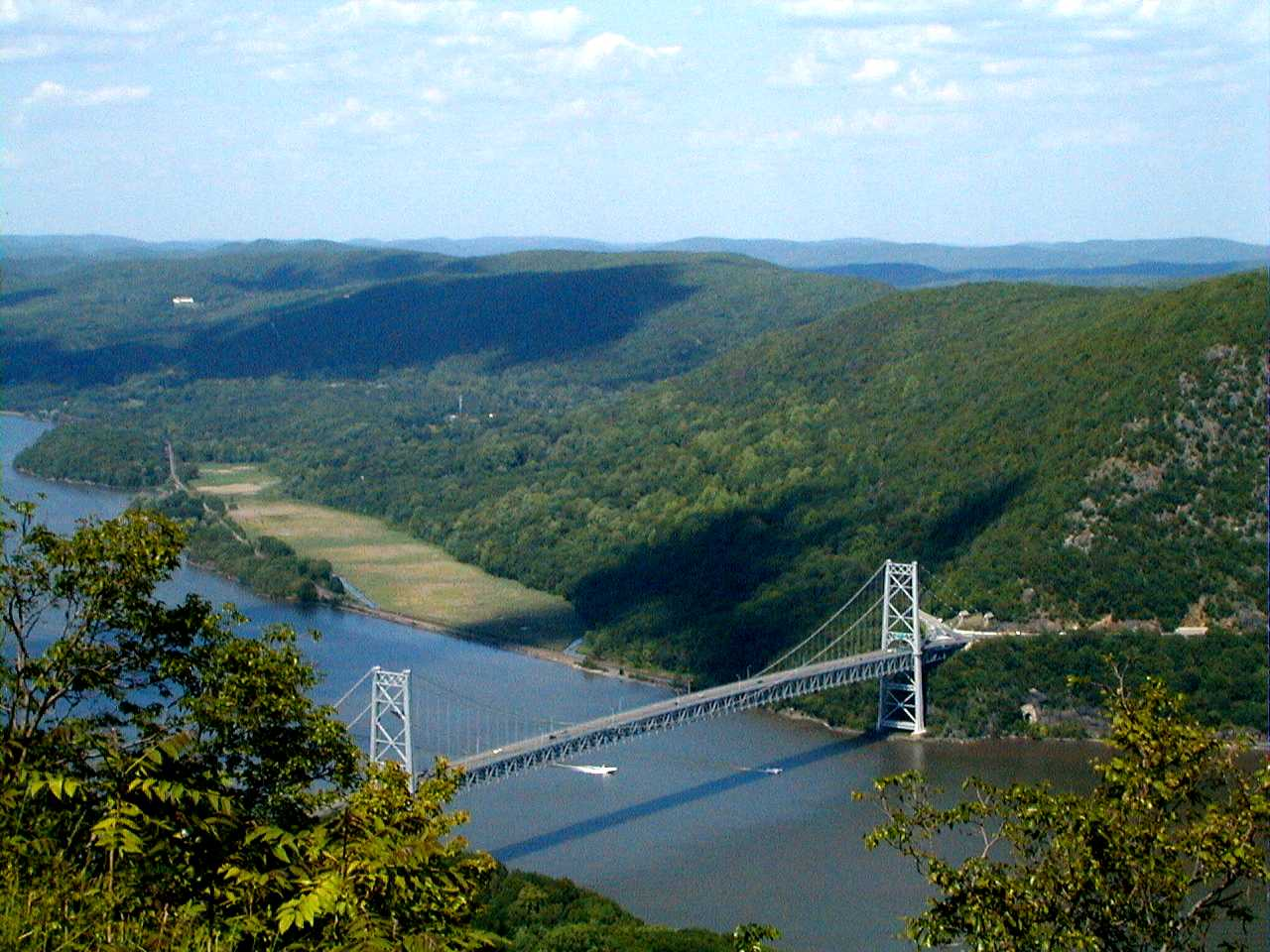
허드슨강을 건너, 베어마운틴교

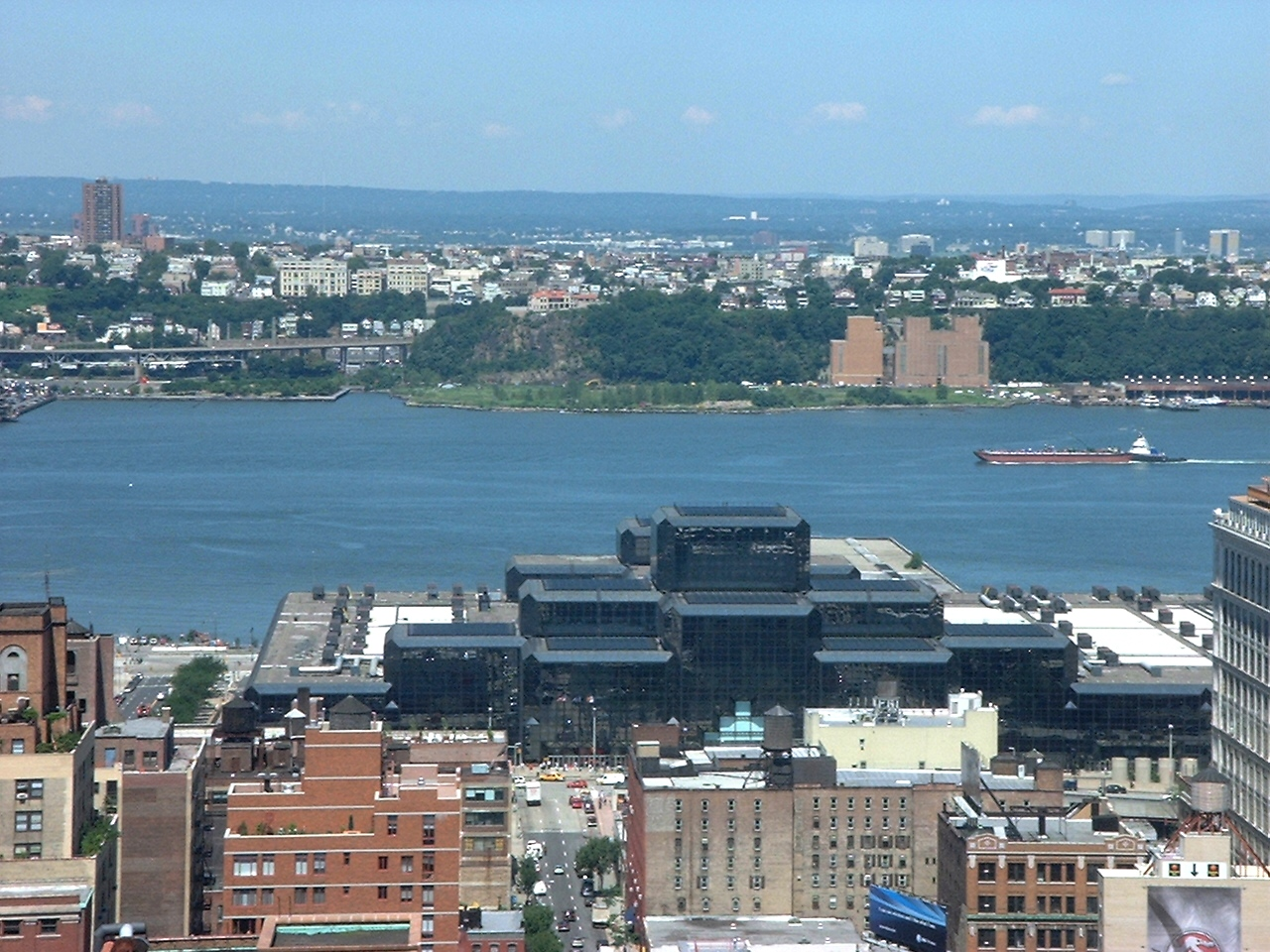
맨해튼에서 바라 본 허드슨강

허드슨강(영어: Hudson River)은 미국 뉴욕주 동부를 흐르는 길이 507 km의 강이다. 최초로 이 강을 탐험한 영국인 헨리 허드슨의 이름에서 유래했다. 강은 뉴욕주 북부의 애디론댁산맥의 깊은 호수에서 발원하여 뉴욕주 동부를 남북으로 관통한 후 뉴욕에서 대서양으로 흘러들어간다. 이 강은 교통로로 이용되었으며, 이 강과 대서양이 만나는 지점에 있는 뉴욕의 발전에 큰 역할을 하였다. 2009년 1월 15일에는 US에어웨이스 1549편이 허드슨강에 불시착하였다.

## 같이 보기
- US 에어웨이스 1549편 불시착 사고
- 《설리: 허드슨강의 기적》(2016년 개봉한 영화)